# Partit Comunista Libanès
El Partit Comunista Libanès (PCL) (àrab: الـحـزب الشـيـوعـي اللبـنـانـي, al-Ḥizb ax-Xuyūʿī al-Lubnānī; francès: Parti Communiste Libanais) és un partit comunista del Líban. Va ser fundat l'any 1924 per l'intel·lectual, escriptor i periodista libanès Youssef Ibrahim Yazbek i per Fouad al-Shmeli, un treballador del tabac de Bikfaya.

## Creació
El Partit Comunista Libanès va ser fundat oficialment el 24 d'octubre de 1924, a la ciutat Libanesa de Hadath, al sud de Beirut. La primera reunió estava formada per sindicats de treballadors, que havien format sindicats independents per primera vegada al Líban (Anteriorment els sindicats estaven controlats pels francesos). La trobada va comptar també amb la participació d'estudiosos, professors universitaris, escriptors i periodistes que van ser actius en la promoció de les idees de la Revolució francesa, i que estaven familiaritzats amb els textos de Karl Marx i Friedrich Engels. El partit va ser fundat per cobrir la zona sota el mandat francès, el que és ara Síria i el Líban. Inicialment el nom del partit va ser "Partit Popular Libanès", en un intent d'evadir la prohibició francesa de les activitat "bolxevics".
El partit va ser declarat il·legal en un primer moment, però la prohibició va ser relaxada durant la segona Guerra Mundial. Durant uns vint anys el PCL va organitzar activitats polítiques tant al Líban com a Síria, però el 1944, el partit es va dividir en el Partit Comunista Libanès i el Partit Comunista Sirià.

## Activitat després de la independència
Durant les dues primeres dècades del Líban com a estat independent el PCL va gaudir de poc èxit. En 1943, el partit va participar en les eleccions legislatives, però no va poder guanyar cap escó a la Cambra dels Diputats. El PCL va concórrer a l'elecció de nou el 1947, però tots els seus candidats van ser derrotats, i el partit va ser proscrit el 1948. Durant la dècada de 1950, la seva inconsistent política pan-arabista i en relació al moviment nasserite li va costar perdre suport i, finalment quedar aïllat. El partit va ser actiu contra el govern durant la revolta de 1958. El 1965 el PCL va decidir posar fi al seu aïllament i es va convertir en un membre del Front de Partits Progressistes i Forces Nacionals, que més tard es va convertir en el Moviment Nacional Libanès (MNL) sota el lideratge del líder drus d'esquerres Kamal Jumblatt. A mitjan dècada de 1960, el Departament d'Estat dels Estats Units estimava el nombre de membres del partit en aproximadament 3000.
La dècada de 1970 va ser testimoni d'un ressorgiment del partit. El 1970, Kamal Jumblatt, com a Ministre de l'Interior, va legalitzar el partit. Això va permetre que molts líders comunistes, incloent-hi el Secretari General Nicolas Shawi, fossin candidats a les eleccions de l'any 1972. Encara que van rebre diversos milers de vots, cap d'ells va aconseguir guanyar un escó.

### El PCL durant la Guerra Civil
Durant la dècada de 1970, el PCL va establir una milícia ben entrenada, la Guàrdia Popular, que va participar activament en la lluita a l'inici de la Guerra Civil Libanesa. El PCL es va alinear amb la coalició musulmana-palestina tot i que la seva composició era principalment cristiana (especialment ortodoxa grega i armènia).
Al llarg de la dècada de 1980 el PCL en general va disminuir en influència. En 1983, el moviment musulmà sunnita de Trípoli anomenat Moviment Islàmic d'Unificació (Tawhid), suposadament va executat cinquanta comunistes. L'any 1987, conjuntament amb el drus Partit Progressista Socialista, el PCL va lluitar durant una setmana una llarga batalla contra els militants xiïtes d'Amal, a l'oest de Beirut, un conflicte que va ser aturat per tropes sirianes.
També el 1987, el PCL va celebrar el seu Cinquè Congrés del Partit i va estar a punt de fer caure al seu líder Hawi George, un grec ortodox, en favor de Karim Mroue (o Mrowweh), un xiïta, com a Secretari General. No obstant això, Hawi va romandre finalment en el seu lloc. Hawi, que havia estat un rival dins el partit de la completa dependència de la Unió Soviètica, va ser impopular pel seu idealisme i manca de voluntat per posar en perill la seva ideologia. Mroue era probablement el més poderós membre del partit i estava en bons termes amb els grups xiïtes de l'oest de Beirut. No obstant això, entre 1984 i 1987 molts dels líders i els membres del partit van ser assassinats, suposadament per fonamentalistes Islàmics.

## Després de la guerra civil libanesa
El final de la guerra civil Libanesa va ser en sincronia amb l'esfondrament de la Unió Soviètica. Dos congressos rivals van comportar la sortida d'Hawi, Mrouwweh i altres destacats líders del partit, que va quedar en una gran crisi. Els congressos van portar a l'elecció de Farouq Dahrouj com a nou secretari general del partit. Hawi tornar al partit com a cap del seu consell nacional (anteriorment el comitè central), però més tard va renunciar en el 1998 8è congrés, que va veure la segona elecció de Dahrouj com a secretari general. El partit fou després dirigit pel Dr. Khaled Hadadi, que va ser elegit en el 9è Congrés el desembre de 2003. Saadallah Mazraani, que va ser vicesecretari general sota Dahrouj, es va mantenir en la mateixa posició sota Hadadi.

## Resultats electorals
El partit va participar en les eleccions parlamentaries de 2005 a diverses comarques, però no va guanyar cap escó. En el sud del Líban, vice-secretari general Saadallah Mazraani va obtenir 8.886 vots en el segon districte, i Anwar Yassin, un antic detingut a Israel, va rebre 18.244 vots en el primer districte. l'Ex secretari general Farouq Dahrouj va obtenir 10,688 vots del tercer districte de la Bekaa.
En les eleccions legislatives de 2009 el PCL va concórrer de manera independent amb candidats en cinc districtes, però no va poder guanyar cap escó. En una declaració formal, el PCL va comentar que "les eleccions del 2009 eixamplaven les diferències ja existents, a causa del sistema sectari" i, tot expressant la consternació al seu electorat, analitzava i intentava justificar els resultats.

## Assassinat de Hawi
El 21 de juny de 2005, George Hawi, l'ex secretari general del PCL va morir en un atemptat per cotxe bomba a Beirut. Hawi era un recent crític de Síria, va afirmar pocs dies abans de la seva mort que Rifat al-Àssad, oncle del president sirià Baixar al-Àssad, va dirigir el 1977 l'assassinat del líder de l'oposició libanesa Kamal Jumblatt. Aliats de Hawi van acusar forces pro-sirianes en els aparells de seguretat libanesos de l'assassinat. Émile Lahoud, aleshores president del Líban, i el govern sirià van negar aquesta acusació. Governs Estrangers, incloent-hi la Casa Blanca, van condemnar l'assassinat.
L'atemptat es va produir dos dies després de les eleccions libaneses de 2005 que van portar a una majoria anti-siriana al parlament i menys d'un mes després que Samir Kassir, un periodista de l'esquerra libanesa i figura polític, va ser també assassinat en un atemptat.

## Organització política
El Partit Comunista Libanès és un dels pocs partits libanesos que recluta entre les diferents sectes i regions. És present en la majoria dels districtes libanesos, però la seva força és més gran en el sud del Líban. Aquesta estructura li dona al partit una presència nacional però al mateix temps, afebleix la seva representació en els cossos governamentals locals i del govern central, incloent els municipis i el parlament. El partit, com es tradicional en d'altres partits comunistes, opera a través de diverses organitzacions populars per captar i difondre el seu missatge polític. Aquestes organitzacions inclouen la Unió de la Joventut Democràtica Libanesa (organització juvenil), La Comissió dels Drets de la (organització de dones), L'Ajut Popular (organització de sanitat) i la Unió General de Treballadors i Empleats al Líban (sindicat).
L'estructura organitzativa més petita és una branca, normalment en una ciutat o poble. Diverses branques formen un Comitè Regional (generalment de 5 a 10 branques), llavors cada pocs comitès regionals pertanyen a una Governació (Mohafaza). El partit té ara una quantitat estimada d'afiliats al voltant de 5000 membres.